# Sociální síť (film)
Sociální síť (anglicky The Social Network) je americký dramatický film režiséra Davida Finchera. Jeho námětem je založení a začátky Facebooku a s tím spojené právní spory.
Film byl pozitivně přijat kritiky, získal také Zlatý glóbus za nejlepší dramatický film a další tři glóby. Získal také tři Oscary – za adaptovaný scénář, hudbu a střih, dalších pět nominací neproměnil.
| Zlatý glóbus za nejlepší film (drama) | Zlatý glóbus za nejlepší film (drama) | Zlatý glóbus za nejlepší film (drama) |
| ------------------------------------- | ------------------------------------- | ------------------------------------- |
| Předchůdce: Avatar                    | 2010 Sociální síť (film)              | Nástupce: Děti moje                   |